# I-53 (sous-marin, 1942)
Pour les articles homonymes, voir I-53 (sous-marin).
Le I-53 (イ-53) est un sous-marin japonais de Type C Modidifié (丙型改（伊五十二型）, Hei-gata Kai, classe I-52) de la sous-classe C2 construits pour la marine impériale japonaise.
Mis en service en février 1944, il a principalement servi de porte-torpilles Kaiten d'attaque suicide pendant la dernière année de la Seconde Guerre mondiale et a coulé le destroyer d'escorte USS Underhill. Capitulant à la fin de la guerre, il est sabordé par la marine américaine en 1946.

## Description
Les sous-marins de type C ont été dérivés de la sous-classe KD6 de la classe Kaidai avec un armement de torpilles plus lourd pour les attaques à longue distance. Le type C2 a été construit en 3 exemplaires, alors qu'il était planifié d'en construire 20. Son rôle était de réaliser le transport de fret. Ces sous-marins possédaient un déplacement de 2 129 tonnes en surface et 3 702 tonnes en immersion. Les sous-marins mesuraient 108,5 mètres de long, avaient une largeur de 9,3 mètres et un tirant d'eau de 5,12 mètres. Ils permettaient une profondeur de plongée de 100 mètres.
Pour la navigation de surface, les sous-marins étaient propulsés par deux moteurs diesel de 2 350 chevaux (1 750 kW), chacun entraînant un arbre d'hélice. En immersion, chaque hélice était entraînée par un moteur électrique de 600 chevaux-vapeur (445 kW). Ils pouvaient atteindre 17,7 noeuds (33 km/h) en surface et 6,5 noeuds (12 km/h) sous l'eau. En surface, les C2 avaient une autonomie de 21 000 milles nautiques (39 000 km) à 16 noeuds (30 km/h) ; en immersion, ils avaient une autonomie de 105 milles nautiques (190 km) à 3 noeuds (5,6 km/h).
Les sous-marins étaient armés de 6 tubes lance-torpilles de 533 mm à l'avant et transportaient un total de 17 torpilles. Ils étaient également armés de 2 canon de pont de 140 mm/40 et de deux supports simples ou doubles pour les canons antiaériens Type 96 de 25 mm.
Ils étaient les plus grands sous-marins jamais construits à cette époque, avant la construction des énormes sous-marins type Sentoku, et étaient connus comme les sous-marins japonais les plus avancés de leur temps.

## Construction
Construit par les chantiers navals de l'Arsenal naval de Kure au Japon, le I-53 a été mis sur cale le 15 mai 1942 sous le nom de Sous-marin n°626. Le 1er novembre 1942, il a été renommé I-53 et est provisoirement rattaché au district naval de Kure. Il a été lancé le 24 décembre 1942. Il a été achevé et mis en service le 20 février 1944.

## Histoire de service

### Opération Tatsumaki
Dès sa mise en service, le I-53 fut officiellement rattaché au district naval de Kure. Il fut affecté au 11e escadron de sous-marins de la 6e Flotte pour des exercices d'entraînement. Après s'être ravitaillé au 3e dépôt de carburant, il quitta Tokuyama le 29 mars 1944 pour reprendre les exercices d'entraînement dans la mer intérieure de Seto. En avril 1944, il rejoint les sous-marins I-36, I-38, I-41 et I-44 en formation dans la mer intérieure de Seto pour l'opération Tatsumaki ("Tornade"), dans le cadre de laquelle les sous-marins doivent transporter des péniches de débarquement amphibies à chenilles de type 4 Ka-Tsu modifiées, chacune équipée de deux torpilles de 450 mm (17,7 pouces), de Kure à Majuro dans les îles Marshall. Après le lancement des véhicules Ka-Tsu par les sous-marins, l'opération prévoyait que les véhicules se rendent sur la côte, traversent les îles de l'atoll par voie terrestre, puis entrent dans l'eau dans le lagon et attaquent les navires alliés avec des torpilles. L'opération a été annulée avant qu'un des sous-marins puisse y participer.

### Première patrouille de guerre
Le 17 mai 1944, le I-53 quitta Saeki, au Japon, pour commencer sa première patrouille de guerre, en étant assigné à une zone de patrouille au nord-est de Kavieng sur la Nouvelle-Bretagne dans l'archipel Bismarck.
En route vers sa zone de patrouille, il est réaffecté à la 15e division de sous-marins de la 6e Flotte le 19 mai 1944, puis sa patrouille se déroule sans incident jusqu'au 28 juin 1944, lorsque son équipage découvre une grave fuite de diesel dans l'un de ses réservoirs. Il quitta sa zone de patrouille et fit escale à Truk du 2 au 15 juillet 1944 pour y subir des réparations temporaires, puis embarqua le commandant du 7e escadron de sous-marins et se rendit à Kure, qu'il atteignit le 25 juillet 1944.

### Juillet - octobre 1944
Le I-53 est arrivée à Sasebo le 28 juillet 1944 et y est entré en cale sèche pour des réparations et une révision, au cours desquelles les ouvriers du chantier naval ont renouvelé son revêtement anti-radar. Fin août 1944, il a été sélectionné pour être transformé afin de transporter des torpilles d'attaque suicide avec équipage Kaiten . Dans le cadre de cette transformation, le canon de pont de 140 millimètres (5,5 pouces) situé derrière sa tour de commande a été retiré pour faire place à l'aménagement de quatre Kaiten sur le pont arrière.
Le 13 octobre 1944, la Flotte combinée a ordonné l'activation de l'opération Shō-Gō 1, la défense des îles Philippines, en prévision d'une invasion américaine des îles. Bien que sa conversion en Kaiten soit incomplète, le I-53 a reçu l'ordre de participer à Shō-Gō 1 en tant que sous-marin conventionnel, et le 13 octobre, il a reçu l'ordre de rejoindre les sous-marins I-26, I-45, I-54 et I-56 pour former le groupe "A" sous le commandement direct de la 6e Flotte.

### Seconde patrouille de guerre
Le 19 octobre 1944, le I-53 quitta Kure pour commencer sa deuxième patrouille de guerre, à laquelle il lui fut assigné une zone de patrouille au large des Philippines. Le 20 octobre 1944, les débarquements amphibies américains sur Leyte commencèrent la bataille de Leyte. Le 21 octobre, le I-53 reçut l'ordre de se rendre dans les eaux de la mer des Philippines à l'est de Leyte. Bien que la réaction des forces navales japonaises à l'invasion américaine ait conduit à la bataille du golfe de Leyte, qui se déroula du 23 au 26 octobre 1944, le I-53 ne vit aucune action pendant la bataille, et sa patrouille fut sans incident jusqu'au 4 novembre 1944. A cette date, il a fait surface dans la mer des Philippines à 650 milles nautiques (1 200 km) à l'est de Manille vers 01h00 et a attiré l'attention d'un destroyer de la marine américaine - probablement le USS Boyd, rejoint plus tard par le destroyer USS Brown - qui l'a poursuivi pendant 38 heures. Son équipage ayant reçu des flacons spéciaux contenant des composés chimiques pour minimiser la teneur en dioxyde de carbone à l'intérieur, le I-53 a dû descendre à une profondeur de 490 pieds (149 m) avant de pouvoir enfin rompre le contact. Il est retourné à Kure le 22 novembre 1944.

### Première mission Kaiten
Pendant que le I-53 était à Kure, les ouvriers du chantier naval ont terminé sa conversion pour transporter des Kaiten. Le 8 décembre 1944, il est affecté au groupe Kongo ("Acier") Kaiten avec les sous-marins I-36, I-47, I-48, I-56 et I-58 pour une attaque prévue à l'aube du 11 janvier 1945 sur cinq mouillages américains différents dans des endroits très éloignés les uns des autres; la date de l'attaque est ensuite reportée au 12 janvier 1945. Le 19 décembre 1944, il participa à des exercices avec les autres sous-marins du groupe Kongo Les I-53 et I-58 arrivèrent à Otsujima le 28 décembre 1944, où ils embarquèrent leurs Kaites et leurs pilotes.
Le 30 décembre 1944 à 10 heures, le I-53 fit route en compagnie des I-36 et I-58 en direction de leur cible, le mouillage de la flotte américaine à Kossol Roads dans les îles Palau. Le 12 janvier 1945 à 7 heures, il fit surface à 4 milles nautiques (7,4 km) au large de Kossol Roads et lança ses Kaiten. L'un d'eux a explosé peu après le lancement, et un autre n'a jamais démarré son moteur. Les deux autres se sont lancés sans incident. Le I-53 s'est immergé pour attendre les développements et a entendu deux explosions en provenance de la direction de Kossol Roads environ 80 minutes après avoir lancé ses Kaiten. Des observateurs japonais sur une île voisine signalèrent que deux Kaiten avaient touché des navires alliés au mouillage et l'on attribua au I-53 le naufrage de deux transports, bien que les analyses d'après-guerre ne purent confirmer aucun naufrage. Le I-53 fit alors surface pour inspecter le Kaiten qui n'avait pas démarré son moteur et découvrit que son pilote avait été rendu inconscient par les vapeurs de son carburant. Le I-53 retourna à Kure le 26 janvier 1945 pour des réparations et une révision.

### Seconde mission Kaiten
Le 27 mars 1945, le I-53 fut affecté au groupe Tatara Kaiten avec les I-44, I-47, I-56 et I-58 pour une attaque contre les navires américains au large d'Okinawa, le I-47 étant le navire amiral du groupe. Il fit route de Kure dans l'après-midi du 30 mars 1945 vers Hikari, où il devait embarquer quatre Kaiten et leurs pilotes. En cours de route, il a cependant frôlé une mine magnétique posée par un bombardier Boeing B-29 Superfortress de l'United States Army Air Forces (forces aériennes américaines ou USAAF) au large de l'île Iwai-shima, au nord de l'entrée est de Suō-nada, dans la mer intérieure de Seto. La mine a explosé, détruisant ses moteurs diesel, plusieurs de ses batteries et provoquant une fuite dans un réservoir de carburant sur son côté tribord. Les dégâts l'ont obligé à revenir à Kure sur un seul arbre d'hélice, en utilisant son moteur auxiliaire.

### Avril-juillet 1945
Après son arrivée à Kure le 1er avril 1945, le I-53 est entré en cale sèche pour y être réparé. De plus, son canon de pont avant de 140 millimètres a été retiré pour faire place à l'accastillage sur le pont avant, ce qui lui a permis de transporter deux autres Kaiten, soit une capacité maximale de six Kaiten. Les ouvriers du chantier naval l'ont également équipé d'un snorkel et de tubes d'accès sous-marins pour ses six Kaiten, afin que leurs pilotes puissent les manipuler pendant qu'il était immergé. Une fois le travail terminé, il a quitté Kure le 9 juillet 1945 à destination d'Otsujima et a effectué des exercices de combat pendant son voyage. Il est arrivé à Otsujima le 13 juillet 1945.

### Troisième mission Kaiten
Le 14 juillet 1945, le I-53 a été affecté au groupe Tamon Kaiten avec les sous-marins I-47, I-58, I-363, I-366 et I-367. Il a embarqué six Kaiten et leurs pilotes ce matin-là et, dans l'après-midi, s'est mis en route pour sa zone d'opération dans des eaux situées à environ 300 milles nautiques (560 km) au sud-est de la pointe sud de Formose, qu'il a atteinte le 22 juillet 1945.
Le 24 juillet 1945, le I-53 était en opération, immergé dans la mer des Philippines, à 260 milles nautiques (480 km) au nord-est du phare du Cap Engaño, lorsqu'il a aperçu un convoi de la marine américaine composé du navire ravitailleur USS Adria et de six navires de débarquement de chars, transportant le 96th Infantry Division (96e division d'infanterie) des États-Unis, qui était en train d'être retiré de la bataille d'Okinawa. Avec une vitesse de 10 noeuds (19 km/h), le convoi se dirigeait vers les Philippines, escorté par le destroyer d'escorte USS Underhill, le patrouilleur USS PCE-872 et les chasseurs de sous-marins USS PC-803, USS PC-804, USS PC-807, USS PC-1251, USS PC-1306 et USS PC-1309. Vers 12h00, le Underhill a détecté un contact sonar sur le I-53 et a ordonné au PC-804 de mener une attaque de grenades sous-marines. Le Underhill a ensuite manœuvré pour éperonner le I-53, mais ce dernier a plongé et lancé un Kaiten à 14h25. Le Underhill a largué un chapelet de 13 grenades sous-marines à 14h53. Pendant ce temps, le kaiten est passé sous le PC-804. Après avoir fait surface le long du Underhill, celui-ci a éperonné le côté bâbord du Kaiten à 15h07 et celle-ci a explosé, effaçant la section avant du Underhill jusqu'à sa cheminée et tuant 113 membres de son équipage. La section arrière du Underhill est restée à flot, mais les PCE-872, PC-803, et PC-804 l'ont coulé sous les tirs à la position géographique de 19° 24′ N, 126° 43′ E. Le commandant du I-53 a rapporté avoir coulé un gros transport.
Vers 13h00, le 27 juillet 1945, le I-53 fut immergé à l'est du canal de Bashi lorsqu'il aperçut un convoi américain de dix navires se dirigeant vers le sud. Le I-53 commença une approche, mais alors que le convoi s'éloignait du champ de tir des torpilles, son commandant envisagea de le laisser partir. L'un des pilotes embarqués de Kaiten a cependant supplié de tenter une attaque-suicide à longue portée, et le I-53 a lancé son Kaiten vers 17 h. Il a entendu une forte explosion vers 18h et est reparti, se dirigeant vers sa zone de patrouille précédente.
Le 7 août 1945, le I-53 a aperçu un convoi de navires de débarquement de chars américains se dirigeant d'Okinawa vers Leyte dans la mer des Philippines à la position géographique de 20° 17′ N, 128° 07′ E. Il a commencé une approche immergée. Le destroyer d'escorte USS Earl V. Johnson l'a détecté au sonar à 00h23 et a largué une série de 14 grenades sous-marines, puis a perdu le contact. Après 25 minutes, le Earl V. Johnson a repris le contact et a effectué une deuxième attaque à l'aide de grenades sous-marines à 00h55 et une troisième à 02h12. Bien qu'aucune des attaques n'ait réussi à toucher le I-53, il a été secoué par des explosions qui ont détruit une partie de ses batteries et tout son éclairage interne et ont mis hors service son moteur de gouvernail. À 02h30, il a lancé un Kaiten à une profondeur de 40 m.
Pendant ce temps, le patrouilleur d'escorte USS PCE-849 a rejoint le Earl V. Johnson pour attaquer le I-53 et a tiré une salve de son Hedgehog à 2h33, sans succès. À 2h35, le Earl V. Johnson a aperçu une torpille qui passait, puis deux autres à 2h45, dont une est passée sous le Earl V. Johnson à 2h46. Vers 2h50, l'équipage du I-53 a entendu une explosion. À 2h56, le PCE-849 a mené une autre attaque de Hedgehog sans succès, et le Earl V. Johnson a repris contact sonar sur le I-53 peu après. Le I-53 a lancé une autre kaiten à 03h00, mais ses deux autres Kaiten ont développé des problèmes mécaniques qui l'ont empêché de les lancer. A 03h26, le Earl V. Johnson a mené une attaque à l'aide de grenades sous-marines contre une nouvelle cible, subissant de légers dommages dus à la détonation de ses propres grenades sous-marines, et son équipage a entendu une forte explosion à 03h30 et a aperçu un panache de fumée blanche. Le Earl V. Johnson a ensuite interrompu l'action pour retourner au convoi. L'équipage du I-53 a entendu une forte explosion à 03h32.
Le Earl V. Johnson a déclaré qu'un sous-marin avait été coulé au cours de l'action. En fait, le I-53 avait survécu, et ce soir-là, la 6e Flotte lui a ordonné de retourner au Japon. Il a atteint Otsujima le 12 août 1945 et a débarqué ses deux derniers Kaiten, puis s'est mis en route pour Kure, où il est arrivé le 13 août 1945.

### La fin de la guerre
Le 15 août 1945, la Seconde Guerre mondiale a pris fin avec l'annonce Gyokuon-hōsō par l'empereur Hirohito de la cessation des hostilités entre le Japon et les Alliés. Le Japon s'est officiellement rendu lors d'une cérémonie à bord du cuirassé USS Missouri dans la baie de Tokyo le 2 septembre 1945.
Le I-53 a été inspecté à Kure le 5 octobre 1945, où il a été noté qu'il était doté d'un équipage réduit de 50 personnes sous le commandement de son officier de navigation et qu'il avait à son bord 15 tonnes de carburant, 7,2 tonnes de riz, 20 tonnes d'eau douce et aucune arme.

### Disposition finale
Le 30 novembre 1945, les Japonais ont rayé le I-53 de la liste de la marine. Après qu'il a été dépouillé de tout équipement utile et de tout matériel de valeur, le ravitailleur de sous-marins de la marine américaine USS Nereus l'a remorqué de Sasebo jusqu'à une zone au large des îles Goto et l'a sabordé par des tirs à la position géographique de 32° 37′ N, 129° 17′ E le 1er avril 1946 dans le cadre de l'opération Road's End.
Grâce à un sondeur multifaisceau et à un véhicule télécommandé, une équipe de recherche de la Société La Plongée pour les Technologies en Mer Profonde a trouvé et photographié l'épave du I-53 le 7 septembre 2017.